# Jeffinho
Jeffinho, właśc. Jefferson Ruan Pereira dos Santos (ur. 30 grudnia 1999 w Volta Redonda) – brazylijski piłkarz występujący na pozycji lewego skrzydłowego.